# Graham Alexander
Graham Alexander, né le 10 octobre 1971 à Coventry (Angleterre), est un ancien footballeur écossais, reconverti entraîneur. 
Il est célèbre pour être le quatrième joueur avec le plus grand nombre de matches joués en Football League et l'un des deux seuls joueurs de champ, avec Tony Ford, à avoir joué plus de 1 000 matches officiels dans le football anglais de haut niveau (championnat, FA Cup, League Cup, Coupe anglo-écossaise, Football League Group Cup (en), Football League Trophy et Full Members Cup).

## Biographie

### Carrière de joueur

#### En club
Le 4 juillet 2011, il quitte Burnley par consentement mutuel et signe un mois plus tard à Preston North End qu'il avait quitté quelques années auparavant.
Graham Alexander dispute un total de 833 matchs dans la Football League, inscrivant 108 buts. Il réalise sa meilleure performance lors de la saison 2002-2003, où il inscrit 11 buts en deuxième division.

#### En équipe nationale
Graham Alexander reçoit 40 sélections en équipe d'Écosse entre 2002 et 2009.
Il joue son premier match en équipe nationale le 17 avril 2002, lors d'un match amical contre le Nigeria. Il reçoit sa dernière sélection le 5 septembre 2009, à l'occasion d'un match contre la Macédoine comptant pour les éliminatoires du mondial 2010.
Graham Alexander dispute six matchs dans le cadre des éliminatoires du mondial 2006, et cinq dans le cadre des éliminatoires du mondial 2010.

## Palmarès de joueur

### Avec Preston North End
- Champion d'Angleterre de D3 en 2000